# Sammelsurium
Als Sammelsurium wird heutzutage eine ungeordnete, unsystematisch, ohne Zweck angelegte Sammlung bezeichnet. 
Das Wort stammt ursprünglich aus kulinarischem Kontext; das niederdeutsche sammelsur, das nach dem gleichen Muster wie swartsur gebildet wurde, bedeutet so viel wie „saures Gericht aus gesammelten Speiseresten“. Im 18. Jahrhundert wurde diese Bezeichnung mit abfälligem Unterton verwendet; unter einem sammelsur verstand man nun eine ekelhafte Gemüsemischung. Die Endung -ium ist, analog zum Ausgang von Wörtern wie Brimborium, Lappalie oder Fidibus, ein wohl hauptsächlich durch norddeutsche Studenten verbreitetes scheingelehrtes latinisierendes Suffix. 
Als Buchtitel ist das Sammelsurium insbesondere durch Schotts Sammelsurium bekannt geworden.